# نظام مقارن
نظام المُقارن أو ببساطة المُقارن في مجالات الفيزياء الحيوية وعلم الأحياء وعلم الجهاز العصبي هو مؤسسة معينة لـ العصبونات.